# Faro di Pierres Noires
Il Faro di Pierres Noires (in francese: Phare des Pierres Noires) è un faro del dipartimento di Finistere in Bretagna, situato nel mare d'Iroise. Costruito tra il 1867 e il 1871, è automatizzato dal 1992. Nel 2016, dopo un restauro conservativo, è entrato a far parte dei monumenti storici francesi.

## Storia

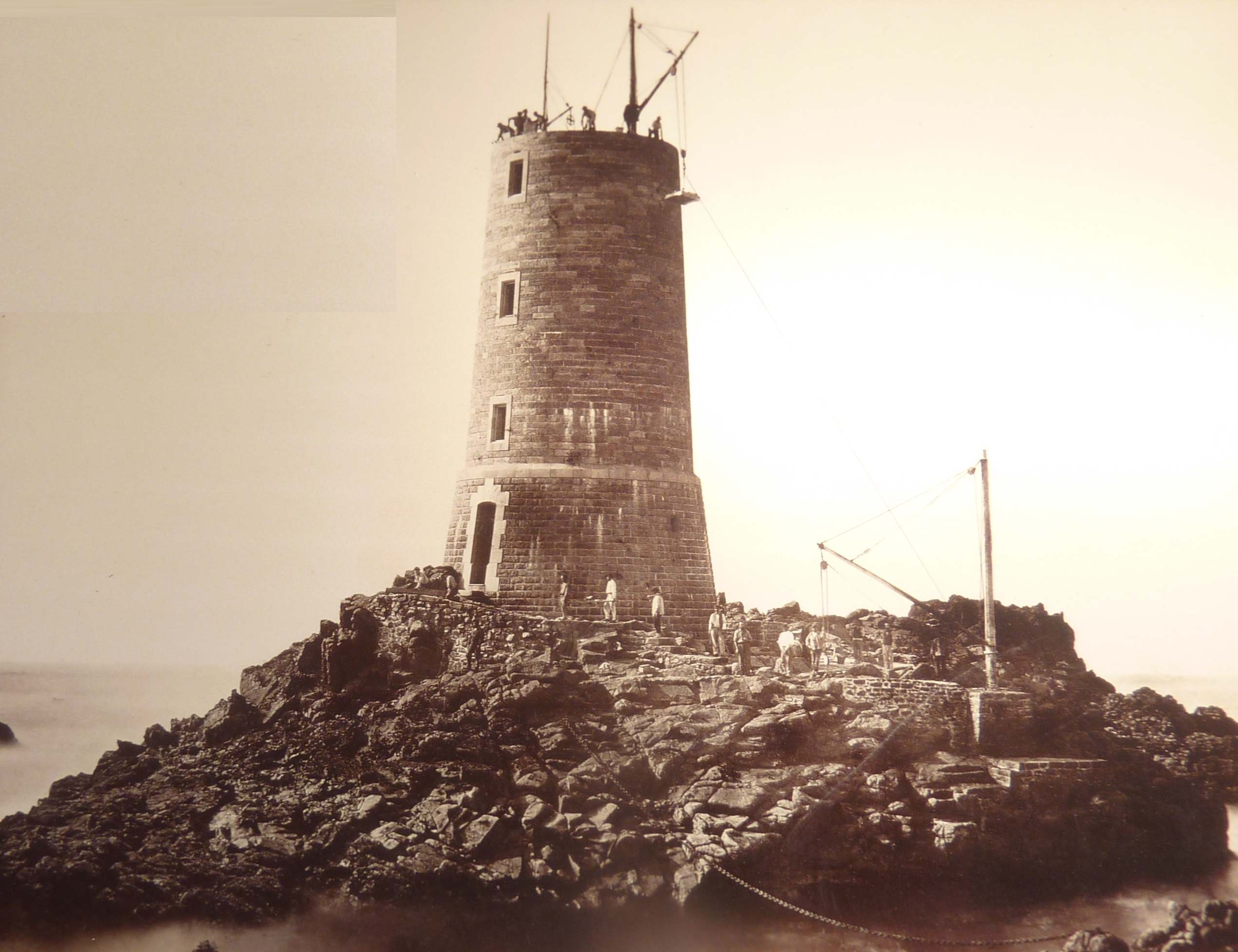
Foto ritraente i lavori di costruzione del faro.

Il faro si trova in un punto particolarmente pericoloso e trafficato per la navigazione, dove l'Oceano Atlantico e il canale della Manica si congiungono, nel punto più occidentale di tutta Francia. Nel tempo, la zona è stata teatro di parecchi naufragi. Alla metà del XIX secolo questo braccio di mare era segnalato solo dai fari di Saint-Mathieu e di Kermovan; nel 1863, la commissione dei fari francesi approvò la realizzazione di altri due fari per rendere più agevole il tratto di mare; il faro di Four e, appunto, il faro di Pierres Noire. La costruzione del faro, che prende il nome dall'imponente scoglio di pietra nera su cui sorge, iniziò nel 1867 e finì il 1º maggio 1872, quando venne finalmente accesa la luce rossa di segnalamento. Nel 1944, le acque nelle vicinanze del faro faro sono state teatro di una battaglia navale della Seconda guerra mondiale. Elettrificato nel 1984, il faro è stato definitivamente automatizzato nel 1992.

### Il restauro del 2017
Dopo esser entrato nel 2016 nel novero dei monumenti storici francesi, il faro nel corso del 2017-2018 è stato sottoposto a importanti lavori di restauro che hanno riguardato soprattutto la lanterna.